# لي شابيرو
لي شابيرو (بالإنجليزية: Lee Shapiro)‏ هو صحفي ومخرج أمريكي، ولد في 1949 في أوكلاهوما في الولايات المتحدة، وتوفي في 9 أكتوبر 1987 في أفغانستان.

## وصلات خارجية
- لي شابيرو على موقع IMDb (الإنجليزية)